# Брен-ле-Шато
Брен-ле-Шато (фр. Braine-le-Château) — муніципалітет Валлонії, розташований у бельгійській провінції Валлонський Брабант.
На 1 січня 2006 року Брен-ле-Шато мав 9446 жителів. Загальна площа 22,70 км², що дає щільність населення 416 жителів на км².
Муніципалітет складається з таких районів: Брен-ле-Шато та Вотьє-Брен, які були окремими муніципалітетами до 1977 року.

Брен-ле-Шато - це середньовічне село, в якому збереглося багато будівель середньовіччя. Серед них ганебний стовп (1521 р.), сільський млин (бл. 1200 р.) і Будинок Байї (бл. 1535 р.).

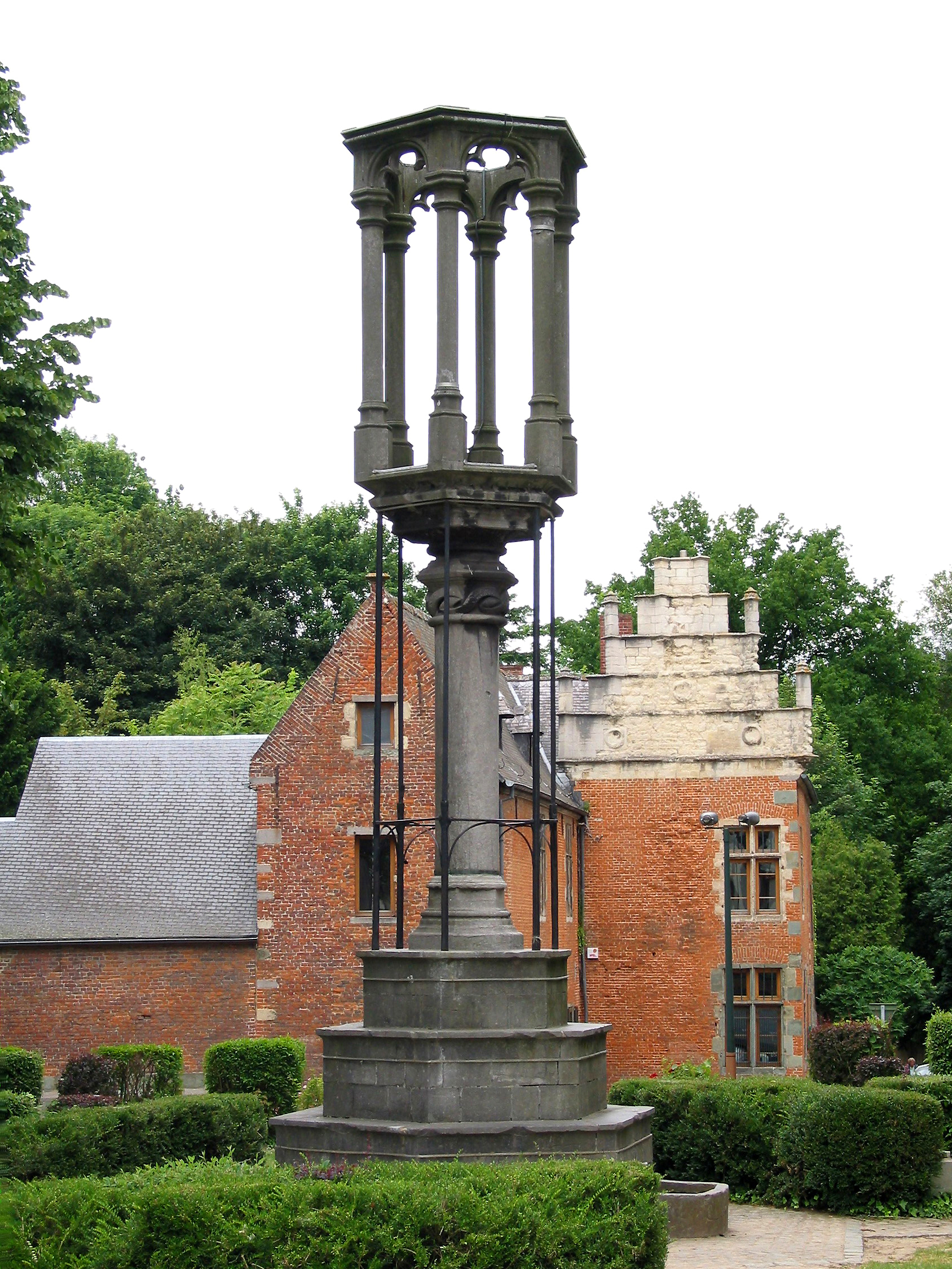
Позорний стовп і будинок Байлі
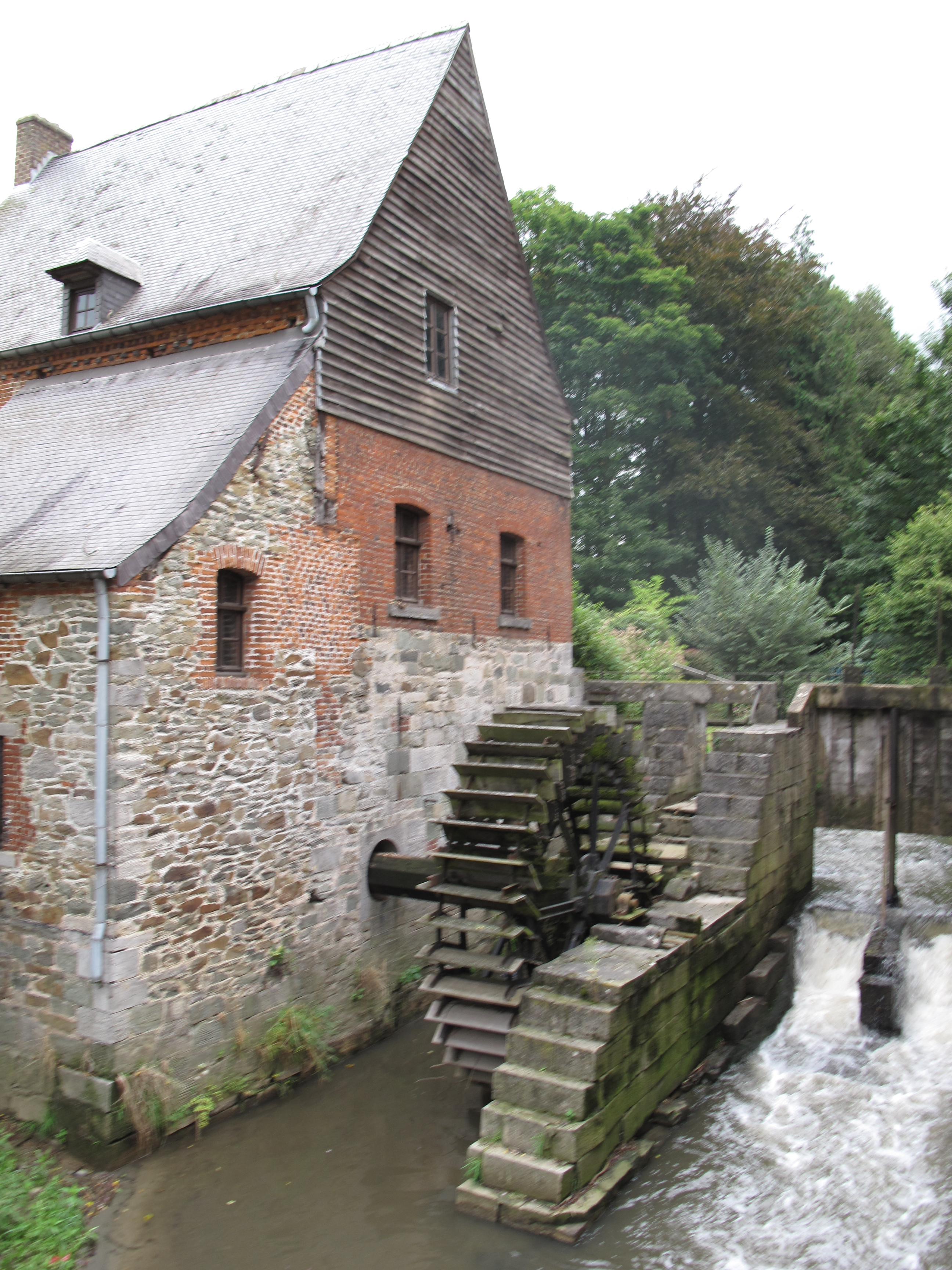
Муліне банальне (млин)
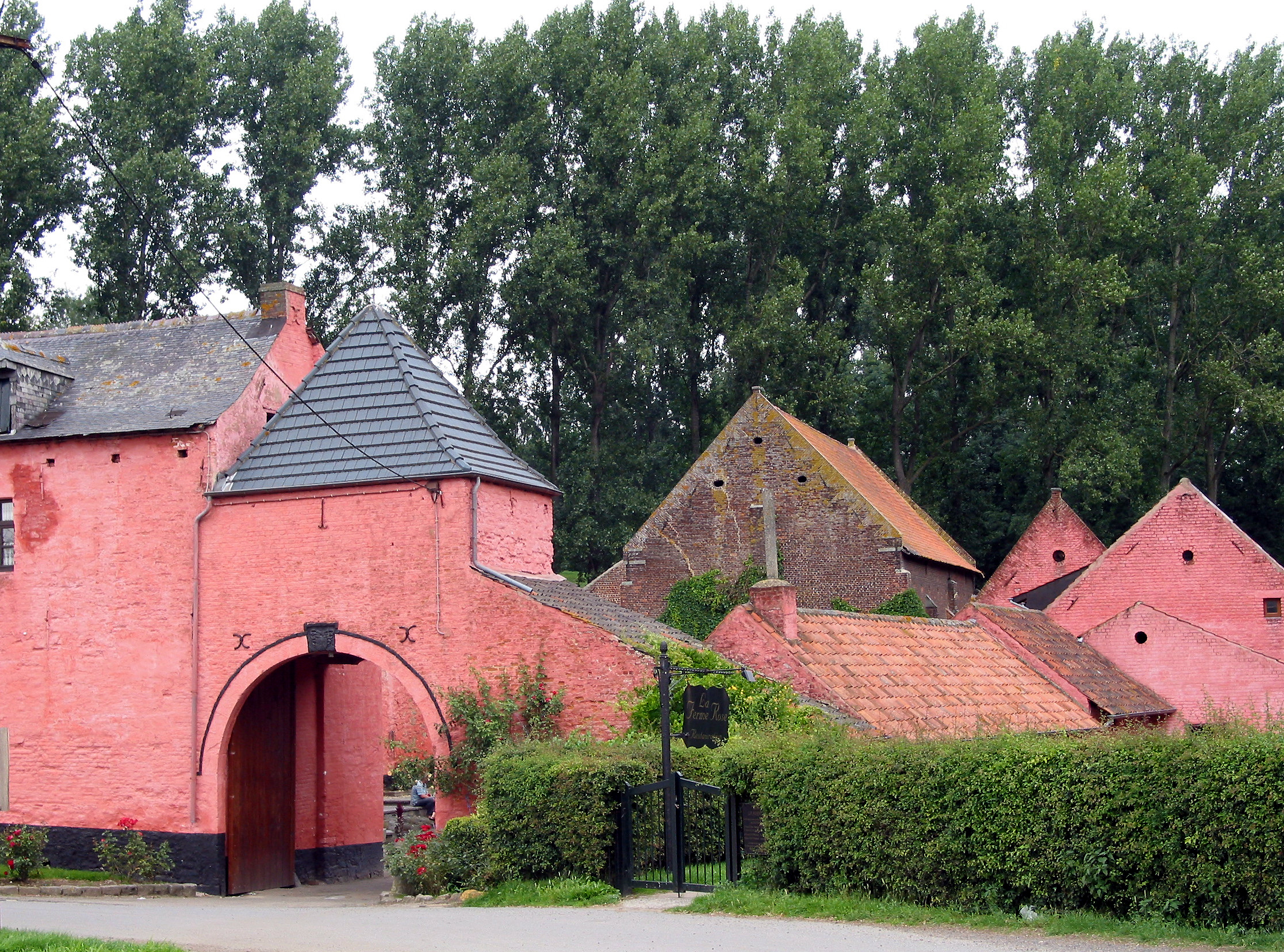
Ферма Бінчфорт (16 ст.)